# Lotononis perplexa
Lotononis perplexa är en ärtväxtart som först beskrevs av Ernst Meyer, och fick sitt nu gällande namn av Christian Friedrich Frederik Ecklon och Carl Ludwig Philipp Zeyher. Lotononis perplexa ingår i släktet Lotononis och familjen ärtväxter. Inga underarter finns listade i Catalogue of Life.